# Denis Rooke
Sir Denis Eric Rooke, britanski inženir in industrialist, * 2. april 1924, † 2. september 2008.
Med letoma 1986 in 1991 je bil predsednik Kraljeve akademije inženirstva.